# Кастійон (Атлантичні Піренеї, кантон Артікс-е-Пеї-де-Субестр)
Кастійо́н (фр. Castillon) — муніципалітет у Франції, у регіоні Нова Аквітанія, департамент Атлантичні Піренеї. Населення — 339 осіб (01.01.2021).
Муніципалітет розташований на відстані близько 640 км на південь від Парижа, 155 км на південь від Бордо, 25 км на північний захід від По.

## Назва
У департаменті Атлантичні Піренеї є два муніципалітети з назвою Кастійон. Для їх розрізнення муніципалітет Кастійон у кантоні Артікс-е-Пеї-де-Субестр також неофіційно називають Кастійон-д'Артез (фр. Castillon-d'Arthez), на честь сусіднього муніципалітету Артез-де-Беарн.

## Демографія
Динаміка населення (INSEE ):
Розподіл населення за віком та статтю (2006):
| Стать | Всього | До 15 років | 15-24 | 25-44 | 45-64 | 65-85 | Понад 85 |
| --- | ------ | ----------- | ----- | ----- | ----- | ----- | -------- |
| Чоловіки | 136    | 28          | 16    | 32    | 40    | 16    | 4        |
| Жінки | 128    | 28          | 8     | 32    | 40    | 20    | 0        |
| \| Статево-вікова піраміда \| Статево-вікова піраміда \| Статево-вікова піраміда \| \| ----------------------- \| ----------------------- \| ----------------------- \| \| Чоловіки \| Вік \| Жінки \| \| 4 \| 85 + \| 0 \| \| 0 \| 80-84 \| 12 \| \| 4 \| 75-79 \| 0 \| \| 8 \| 70-74 \| 0 \| \| 4 \| 65-69 \| 8 \| \| 12 \| 60-64 \| 12 \| \| 16 \| 55-59 \| 8 \| \| 4 \| 50-54 \| 8 \| \| 8 \| 45-49 \| 12 \| \| 8 \| 40-44 \| 12 \| \| 12 \| 35-39 \| 4 \| \| 8 \| 30-34 \| 12 \| \| 4 \| 25-29 \| 4 \| \| 8 \| 20-24 \| 4 \| \| 8 \| 15-20 \| 4 \| \| 16 \| 10-14 \| 4 \| \| 8 \| 5-9 \| 8 \| \| 4 \| 0-4 \| 16 \| |        |             |       |       |       |       |          |
| Статево-вікова піраміда |        |             |       |       |       |       |          |
| Чоловіки | Вік    | Жінки       |       |       |       |       |          |
| 4 | 85 +   | 0           |       |       |       |       |          |
| 0 | 80-84  | 12          |       |       |       |       |          |
| 4 | 75-79  | 0           |       |       |       |       |          |
| 8 | 70-74  | 0           |       |       |       |       |          |
| 4 | 65-69  | 8           |       |       |       |       |          |
| 12 | 60-64  | 12          |       |       |       |       |          |
| 16 | 55-59  | 8           |       |       |       |       |          |
| 4 | 50-54  | 8           |       |       |       |       |          |
| 8 | 45-49  | 12          |       |       |       |       |          |
| 8 | 40-44  | 12          |       |       |       |       |          |
| 12 | 35-39  | 4           |       |       |       |       |          |
| 8 | 30-34  | 12          |       |       |       |       |          |
| 4 | 25-29  | 4           |       |       |       |       |          |
| 8 | 20-24  | 4           |       |       |       |       |          |
| 8 | 15-20  | 4           |       |       |       |       |          |
| 16 | 10-14  | 4           |       |       |       |       |          |
| 8 | 5-9    | 8           |       |       |       |       |          |
| 4 | 0-4    | 16          |       |       |       |       |          |

## Економіка
2010 року серед 183 осіб працездатного віку (15—64 років) 121 була активною, 62 — неактивними (показник активності 66,1%, у 1999 році було 66,5%). З 121 активної мешканців працювало 119 осіб (70 чоловіків та 49 жінок), безробітними було 2 (1 чоловік та 1 жінка). Серед 62 неактивних 13 осіб було учнями чи студентами, 23 — пенсіонерами, 26 були неактивними з інших причин.

У 2010 році у муніципалітеті числилось 111 оподаткованих домогосподарств, у яких проживали 289,0 особи, медіана доходів виносила 19 087 євро на одного особоспоживача.